# Pfarrkirche Mehrnbach

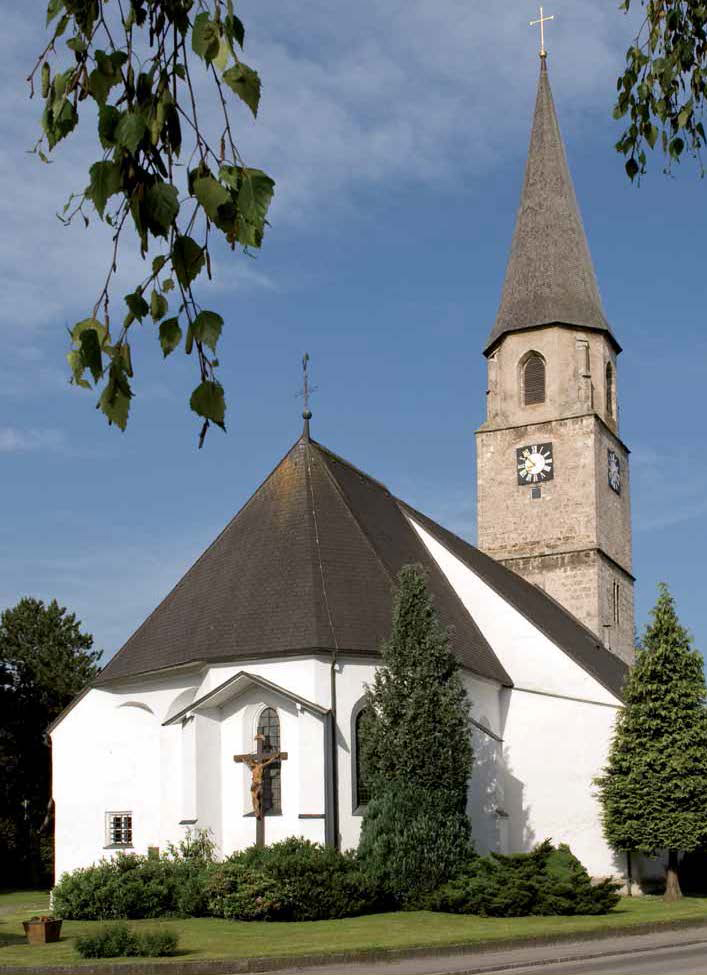
Pfarrkirche hl. Martin in Mehrnbach

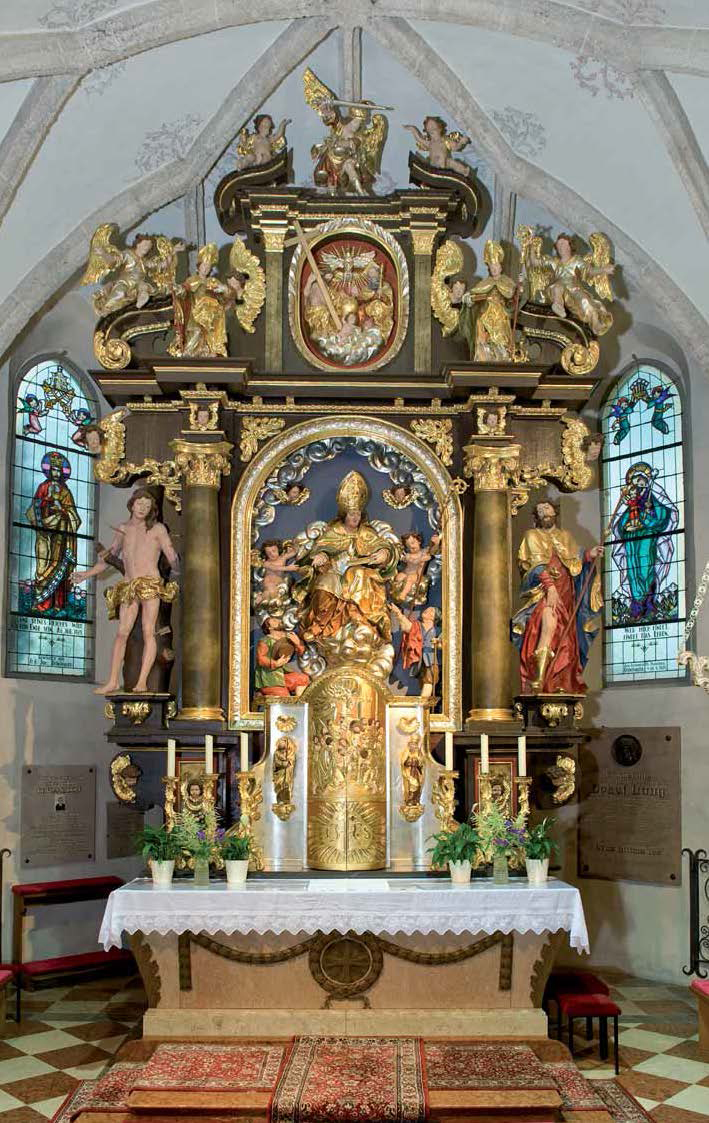
Barocker Hochaltar im Chorschluss aus 1690/1700

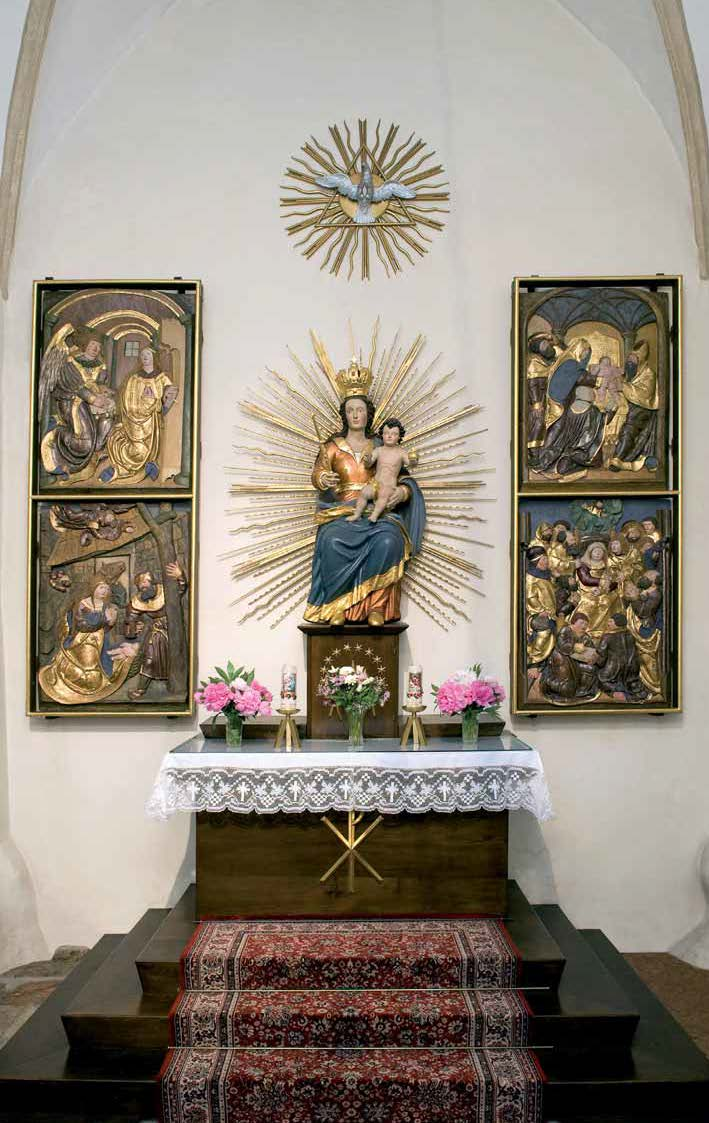
Marienaltar in der Taufkapelle mit vier Relieftafeln eines gotischen Flügelaltares aus 1520/1525

Die Pfarrkirche Mehrnbach steht in der Gemeinde Mehrnbach in Oberösterreich. Die römisch-katholische Pfarrkirche Hl. Martin gehört zum Dekanat Ried im Innkreis in der Diözese Linz. Die Kirche steht unter Denkmalschutz.

## Geschichte
Eine Kirche in Mehrnbach wurde 1166 im 5. Passauer Codex genannt. Aufgrund des Patroziniums hl. Martin nahm Konrad Meindl eine frühe fränkische Besiedlung des Ortes Mehrnbach an. In den ersten Jahren nach der Gründung des Ortes wurde der Ort von Aurolzmünster (Pfarrkirche Aurolzmünster) als Filiale seelsorglich betreut, entwickelte sich aber rasch zu einer kirchenrechtlich selbstständigen Pfarre und wurde Sitz eines Pfarrherrn. 1350 wurde Ried im Innkreis (Pfarrkirche Ried im Innkreis) Pfarre, da es Mehrnbach in der wirtschaftlichen Entwicklung überflügelte. Nun eine Filiale von Ried wurde 1450 die Kirche ein Vikariatskirche. In der 2. Hälfte des 16. Jahrhunderts war Mehrnbach evangelisch und wurde von einem evangelischen Pastor verwaltet. Ursprünglich dem Bistum Passau unterstellt, kam Mehrnbach 1784 zur Diözese Linz, wurde 1810 dem Erzbistum Salzburg zugeschlagen und 1816 wieder nach Linz zurückgegliedert. 1784 trennte man die bisherige Filialkirche in Neuhofen im Innkreis ab und erhob diese zur Pfarrkirche Neuhofen im Innkreis. 1814 wurde Mehrnbach von den Salzburger Herren zur selbstständigen Pfarre erhoben und 1830 vom Bischof in Linz erneut zum Vikariat zurückgestuft. Seit 1891 ist die Kirche wieder Pfarrkirche.

## Architektur
Der ursprünglich rund um die Kirche gelegene Friedhof wurde zu klein und wurde bei der Verbreiterung der Bundesstraße aufgelassen und 1956 an das nordwestliche Ortsende verlegt.
Das ursprünglich einschiffige vierjochige breite Mittelschiff und der leicht eingezogene einjochige Chor mit einem Fünfachtelschluss sind netzrippengewölbt. Die dreiachsige Westempore ist netzrippenunterwölbt. Die Sakristei hat ein Netzrippengewölbe. Der gotische Westturm mit einem achteckigen Aufbau hat einen Spitzhelm (53 m hoch). Die drei unteren Turmgeschoße zeigen mit der Anordnung der Fenster einen spätromanischen Kern. In weiterer Folge wurde die Kirche bis 1736 mit zwei verschiedenen (ungleiche Breite, ungleiche Rippenkonfigruation, ungleiche Pfeileranordnung) Seitenschiffen gotisch erweitert. Das südliche Seitenschiff hat ein spätgotisches einflügeliges Steinportal; das Gewände, mit Birnstabrippen verziert, ist von einem Spitzbogen aus Konglomerat überwölbt (1520). Dieses Tor, mit seinem für die Spätgotik typischen geschulterten Bogen als Türsturz, deutet an, dass das südliche Seitenschiff das ältere der beiden Seitenschiffe ist. Die Kirchen- und die Sakristeitüre sind spätgotisch beschlagen.

## Ausstattung
Der Hochaltar um 1690/1700 mit seinen bemerkenswerten Figuren wurde dem Barockbildhauer Thomas Schwanthaler und seiner Werkstatt zugeordnet. Er trägt mittig die Figur Martin umgeben von einem Bauern und Bürger in Anbetung, zwei Engeln und zwei Putten. Links und rechts stehen die Assistenzfiguren Sebastian und Rochus. In der Oberzone ist mittig die Dreifaltigkeit mit einem Engel die Weltkugel tragen mit den flankierenden Figuren Nikolaus von Myra und Augustinus mit Engel und Putte. Der Altar schließt oben mit der Figur Erzengel Michael mit Seelenwaage und Richtschwert ab. Den Tabernakel mit der Darstellung der Apostelkommunion und den flankierenden Figuren Nikolaus von Flue und Papst Pius X. schuf der Bildhauer Hans Freilinger.
Den nördlichen linken Seitenaltar im Stil des Rokoko schufen um 1770/1790 Johann Peter Schwanthaler der Ältere und seine Werkstatt. Er zeigt das Ölbild Laurentius von Rom kniend vor Sixtus II. und trägt flankierend die Figuren Johannes der Täufer und Josef von Nazaret und in einem oberen Medaillon Peter und Paul. Der südliche rechte Seitenaltar einer wohl anderen Werkstatt trägt Figuren von Johann Peter Schwanthaler der Ältere. Er trägt mittig die Figur Leonhard von Noblac mit zwei Bauern in Anbetung und seitlich flankierend die Figuren Katharina und Barbara und oben Anna Maria lesen lehrend.
In der Taufkapelle bzw. Grabkapelle bzw. nach einem alten ausgestorbenen Adelsgeschlecht vom Schloss Riegerting benannten Wehingerkapelle trägt eine einfache Altarmensa mit Tabernakel eine barocke Madonna im Strahlenkranz, die in ihrer Linken den segnenden Christus mit Weltkugel hält. Darüber hängt die Figur Heiliggeisttaube. Zu beiden Seiten des Altars sind vier spätgotische Relieftafeln Verkündigung, Weihnacht, Darbringung im Tempel und Tod Mariä um 1520/1525, welche vom ehemaligen Flügelaltar der Pfarrkirche Waldzell hierher übertragen wurden, und 1955/56 restauriert wurden.
An der Rückwand des nördlichen Seitenschiffes ist ein Kruzifix von Johann Peter Schwanthaler dem Jüngeren (1826).
Der gotische polygonale Taufstein aus Rotmarmor trug eine Taufgruppe von Thomas Schwanthaler um 1740. Die Taufgruppe ist heute eine Leihgabe im Museum Innviertler Volkskundehaus.
Es gibt innen und außen Grabsteine vom 16. bis zum 18. Jahrhundert. Besonders bemerkenswert ist der Grabstein zum Maler Wolfgang Reitter, gestorben 1513, mit Künstlerwappen, als Arbeit des Bildhauers Jörg Gartner aus Passau.

## Glocken
Eine Glocke aus 1697 wiegt 330 kg und wurde in der Glockengießerei der Firma Grassmayr gegossen. Nach dem Zweiten Weltkrieg wurde das Geläut wieder auf vier Glocken vervollständigt.
| Große Glocke (Krieger)  | e | 1.041 kg | anno 1949 |
| Ave-Glocke (Jugend)     | g | 618 kg   | anno 1974 |
| Feuerglocke (Leonhardi) | a | 439 kg   | anno 1949 |
| Versehglocke (Speis)    | h | 330 kg   | anno 1697 |